# 守屋光春 (政治家)
守屋 光春（もりや みつはる、明治37年〈1904年〉2月1日 - 昭和63年〈1988年〉1月26日）は、日本の政治家、神職。歌人としては花醉（かすい）と号した。
政治家として神奈川県三浦郡葉山町の町議会議員を2期、町長を3期務めたほか、神職としては四條畷神社宮司、森戸大明神宮司、伏見稲荷大社宮司を歴任し、伏見稲荷大社名誉宮司となった。息子は、のちに同じく葉山町長を務めた守屋大光。

## 生涯

### 学生時代と教師業（1904 - 1931）
明治37年（1904年）2月1日、守屋喜代太郎・ヒデ夫妻の長男として、神奈川県に生まれた。守屋家は森戸大明神の累代の社家である。
地元の旧制中学校を卒業後、大正12年（1923年）國學院大學高等師範部に入学。在学中は折口信夫・武田祐吉らに古典を学び、特に短歌に秀でていた。また、柔道部に所属し、五段に進むほどの腕を持っていたが、寒稽古の最中に肋膜炎を患い休学した。大正15年（1926年）、國學院大學高等師範部を卒業。
卒業後、逗子開成中学校の教員となった。

### 神職としての人生（1931 - 1946）
昭和6年（1931年）、父に「10年暇をくれ。それで恰好がつかなかったら帰ってくる。」と言って、官幣大社浅間神社の主典に就任した。昭和13年（1938年）、明治神宮禰宜に任じられた。
昭和14年（1939年）8月10日、35歳のとき、四條畷神社宮司に就任。旧知の仲であった音楽家の朝比奈隆に、同社鎮座五十年を記念して楠木正成・正行父子の歌を作曲することを依頼し、完成した曲はラジオから全国放送した。
昭和17年（1942年）3月19日、四條畷神社宮司を免ぜられると、同日地方祭務官に任命され、高等官七等に叙された。配属先は千葉県であり、七級俸の下賜を受けた。昭和18年（1943年）3月、福岡県の地方祭務官に異動。6月30日、六級俸下賜となった。9月6日、依願免官となった。
昭和18年（1943年）9月、赤間神宮宮司に就任した葦津正之主事の後任人事として、國學院大學主事となった。着任以後、庶務課長として学徒動員・学徒出陣等の業務を担った。

### 終戦後の神道改革（1946 - 1947）
昭和20年（1945年）11月7日、神社関係の民間新団体を設立するための準備会議が開催されると、光春は皇典講究所側の人物として、佐佐木行忠所長・吉田茂・藤巻正之・平木弘・八束清貫・松尾三郎と共に出席した。光春は設立準備主任として力を尽くし、翌年（1946年）1月25日には皇典講究所臨時協議員会に総務課長として臨み、解散が決議された。
昭和21年（1946年）、光春は神社本庁にも國學院大學にも残らず、郷里葉山町に帰り、累代社家として奉仕していた森戸大明神の宮司に就任した。就任後「神職・お宮の宮司という地位は人々に近寄りがたい感を抱かせ、敬して遠ざけられるところがある」と考え、神社界の再興のためには神職が氏子の中に溶け込み地縁を深めることが大切であると実感した。そして、境内に祖霊社を祀り、戦没者の慰霊をおこなった。

### 葉山町政への参画（1947 - 1965）
昭和22年（1947年）4月、第1回統一地方選挙に立候補して、葉山町議会議員に当選、2期を務めた。また教育委員長も務めた。
昭和31年（1956年）3月26日、葉山町長に就任した。以降3期を務めた。『戦後神道界の羣像』, p. 118, 「守屋光春」によると、当時の選挙に際して、男にとって選挙は面白いものかと問われ、「選挙においては人の情といふものが分かるものではない。そして恩は着せるものではなく着るものだということが嫌という程よく分かった。」と晩年になって述べている。
昭和32年（1957年）2月4日から15日まで昭和天皇・香淳皇后は葉山に行幸啓したが、この最中の2月14日、汐見御茶屋跡にて、葉山町議会議長鈴木久蔵と共に会釈を賜った。
昭和36年（1961年）2月9日、翌3月より開館予定の葉山町立葉山観光館の館長をも務めることになった光春に、生物学標本類28種が昭和天皇より伝達された。
昭和40年（1965年）1月31日、町長を退任した。
この間、昭和39年（1964年）には、神社本庁より浄階を授けられた。

### 伏見稲荷大社宮司（1964 - 1982）
昭和39年（1964年）12月、伏見稲荷大社の第12代宮司に就任し、伏見稲荷大社講務本庁管長を兼ねた。
宮司就任後、稲荷祭礼の復興に取り組み、氏子と話し合いながら自動車による鳳輦巡幸を実施。昭和41年（1966年）、古儀に倣った神輿渡御行列を再興した。同年、全国稲荷会会長に就任した。
昭和42年（1967年）、大社の由緒を説き究め神徳を広く伝えるほか「稲荷」に関する論文・随想を取り纏めた機関誌『朱』を創刊した。著作の節にある通り、多くの文化人と対談する「好去好来」を連載した。昭和43年（1968年）、綜合結婚式場儀式殿を建設。昭和48年（1973年）、講務本庁発足10周年記念講員大祭を斎行。同年、御旅所の御旅殿改修を実施させた。翌昭和49年（1974年）には楼門の解体修築を行わせた。
昭和50年（1975年）6月15日から20日にかけて、第一回特別指導者講習会を開催した。昭和52年（1977年）、稲荷講社設立50周年並びに講務本庁発足15周年記念大祭を斎行した。同年から、稲荷講の歴史を編纂した『稲荷講志』の刊行を開始した。

昭和57年（1982年）3月31日、宮司を退任した。社務所正庁之間にて開かれたお別れの式では
神さびています 稲荷山 こぞの嵐ぞ 知る人もなし—花醉
と詠んだ。
また、この間には、昭和45年（1970年）に國學院大學理事に就任した。また神社本庁顧問、京都国立博物館評議員などを歴任した。昭和55年（1980年）には神職身分特級に昇進した。

### 晩年（1982 - 1988）
伏見稲荷大社宮司退任後は同社名誉宮司となりながらも、森戸大明神の宮司としての奉職余生を過ごした。
昭和58年（1983年）、神社本庁長老の称号と鳩杖を受けた。
昭和63年（1988年）1月26日、83歳にて帰幽した。葬儀は伏見稲荷大社にて社葬として執り行われた。墓所は葉山町にある。

## 人物
- 座右の銘は「万事過不足なく」である[13]。
- 幼少より囲碁に親しみ、祖母・父の指南を受けた[2]。生涯の趣味とし、昭和49年（1974年）1月1日、日本棋院より六段位を認定された[2][14]。

## 著作
- 「好去好来」『朱』、伏見稲荷大社。
  - 「宮司対談：市川壽海」『朱』第1号。
  - 「宮司対談：楠部彌弌」『朱』第2号。
  - 「宮司対談：草繋全冝」『朱』第3号。
  - 「宮司対談：薮内紹智」『朱』第5号。
  - 「宮司対談：茂山千作」『朱』第6号。
  - 「宮司対談：高岡智照」『朱』第7号。
  - 「宮司対談：前川佐美雄」『朱』第8号。
  - 「宮司対談：山口誓」『朱』第9号。
  - 「宮司対談：滝川政次郎」『朱』第10号。
  - 「宮司対談：西山英雄」『朱』第11号。
  - 「宮司対談：大西重太郎」『朱』第12号。
  - 「宮司対談：奥山はつ子」『朱』第13号。
  - 「宮司対談：中村直勝」『朱』第14号。
  - 「宮司対談：池坊専永・池坊保子」『朱』第15号。
  - 「宮司対談：清水六兵衛」『朱』第16号。
  - 「宮司対談：朝比奈隆」『朱』第17号。
  - 「宮司対談：富永直樹」『朱』第18号。
  - 「宮司対談：松尾三郎夫妻」『朱』第19号。
  - 「宮司対談：岩本薫」『朱』第20号。
  - 「宮司対談：王貞治」『朱』第21号。
  - 「宮司対談：小勝利夫」『朱』第22号。
  - 「宮司対談：中川徳右衛門」『朱』第23号。
  - 「宮司対談：竹西英夫」『朱』第24号。
  - 「明治の辰」『朱』第25号。
  - 「折り折りの師」『朱』第26号。

## 栄典
- 1939年（昭和14年）09月01日、従七位[15]